# Adolphe François Antoine Joseph de Bounam de Rijckholt
Adolphe François Antoine Joseph baron de Bounam de Rijckholt (Grathem, 5 november 1800 - aldaar, 10 juli 1868) was een Nederlands burgemeester van Hunsel en Grathem.

## Familie
De Bounam was lid van het geslacht De Bounam de Ryckholt. Hij was een zoon van Jean Baptiste Philippe Louis des H.R.Rijksridder de Bounam de Ryckholt, vrijheer van Ryckholt, heer van Grathem (1764-1806) en Marie Anne Josèphe barones de Floen d'Adlercrona (1776-1831). Hij trouwde in 1831 met Mechtildis Anna Maria Josepha Antonia barones van Voorst tot Voorst (1801-1881), telg uit het geslacht Van Voorst tot Voorst; uit dit huwelijk werden zes kinderen geboren, onder wie Alfridus Philippus Arcadus Adrianus Ferdinandus baron de Bounam de Ryckholt (1839-1874), eerste luitenant.

## Loopbaan
De Bounam de Rijckholt was burgemeester van Hunsel (1828) en van Grathem (1833-1834) en inspecteur van het 12de buurtwegendistrict (in 1845). Hij werd bij Koninklijk Besluit van 8 mei 1842 benoemd tot lid van de ridderschap van het hertogdom Limburg. In 1846 werd hij aangesteld als burgemeester van Grathem, dan gelegen in eerder genoemd hertogdom en bij Koninklijk Besluit van 1 mei 1849 nummer 9 werd hij bij continuatie opnieuw benoemd tot burgemeester van die plaats. De Bounam de Rijckholt overleed na een langdurig en smartelijk lijden na te zijn voorzien van de Heilige Sacramenten der Stervenden.